# Kenneth More
Kenneth Gilbert More CBE (Gerrard Cross, Buckinghamshire, 20 de setembre de 1914 − Londres, 12 de juliol de 1982) fou un actor i militar anglès.

## Primers anys
Va néixer a Gerrards Cross, Buckinghamshire, únic fill de Charles Gilbert More, un pilot del Royal Naval Air Service, i d'Edith Winifred Watkins. Va estudiar al Victoria College de Jersey, i va passar gran part de la seva infància a les Illes Anglonormandes, on el seu pare dirigia la Jersey Eastern Railways. Més endavant va començar a preparar-se per ser enginyer civil, tot i que va treballar a la cadena Sainsbury's.
Quan tenia 17 anys va morir el seu pare, i va voler unir-se a la Royal Air Force, però va ser rebutjat per problemes d'equilibri. Fou aleshores que viatjà al Canadà amb la intenció de treballar com a comerciant de pells, però va haver de tornar a Anglaterra perquè li faltaven alguns papers d'immigració.

## Carrera com a actor
Quan va tornar a Anglaterra, un amic de la família, Vivian Van Damm, va oferir-li una feina al Teatre Windmill. Va començar a actuar en obres còmiques, i finalment va interpretar papers de repertori, com per exemple a Burke and Hare i a Dracula's Daughter. Va continuar amb aquesta feina fins al començament de la Segona Guerra Mundial, durant la qual va servir com a tinent a la Royal Navy, a bord del creuer HMS Aurora i del portaavions HMS Victorious, i en acabat tornà a la interpretació el 1946.
En la dècada dels 50 va signar un contracte amb l'Organització Rank, que va fer que gaudís d'una exitosa carrera amb papers protagonistes al llarg dels anys vinents. Va guanyar un BAFTA al millor actor a Doctor in the House el 1954. Va especialitzar-se en papers d'herois anglesos, i en personatges amb matisos obscurs, com a The Admirable Crichton i a La Geneviève. El 1959 el productor de Rank John Davis va donar-li permís per treballar fora de la productora a Els canons de Navarone.

## Filmografia
- Look Up and Laugh (1935) (sense acreditar)
- Windmill Revels (1937) (sense acreditar)
- Carry On London (1937)
- The Silence of the Sea (1946) (TV)
- School for Secrets (1946)
- Toad of Toad Hall (1946) (TV)
- Scott of the Antarctic (1948)
- Man on the Run (1949)
- Now Barabbas (1949)
- Stop Press Girl (1949)
- Morning Departure (1950)
- Chance of a Lifetime (1950)
- The Clouded Yellow (1951)
- The Franchise Affair (1951)
- The Galloping Major (1951)
- No Highway in the Sky (1951) (sense crèdits)
- Appointment with Venus (1951)
- Brandy for the Parson (1952)
- The Yellow Balloon (1953)
- Never Let Me Go (1953)
- La Geneviève (Genevieve) (1953)
- Our Girl Friday (1953)
- Doctor in the House (1954)
- The Man Who Loved Redheads (1955) (veu)
- Raising a Riot (1955)
- The Deep Blue Sea (1955)
- Reach for the Sky (1956)
- L'illa del paradís (The Admirable Crichton) (1957)
- The Sheriff of Fractured Jaw (1958)
- A Night to Remember (1958)
- Next to No Time (1958)
- L'Índia en flames (North West Frontier) (1959)
- The 39 Steps (1959)
- Sink the Bismarck! (1960)
- Man in the Moon (1960)
- Pèrdua d'innocència (The Greengage Summer) (1961)
- We Joined the Navy (1962)
- Heart to Heart (1962) (TV)
- Some People (1962)
- The Longest Day (1962)
- The Comedy Man (1963)
- El col·leccionista (The Collector) (1965) (sense acreditar)
- Lord Raingo (1966) (TV)
- The Forsyte Saga (1967) (TV)
- Dark of the Sun (1968)
- Fräulein Doktor (1969)
- Oh! What a Lovely War (1969)
- Battle of Britain (1969)
- Scrooge (1970)
- Fr. Brown (1974) (TV)
- La sabatilla i la rosa (The Slipper and the Rose) (1976)
- Viatge al centre de la Terra (Viaje al centro de la Tierra) (1976)
- Leopard in the Snow (1978)
- An Englishman's Castle (1978) (TV)
- The Spaceman and King Arthur (1979)
- A Tale of Two Cities (1980) (TV)

## Premis i nominacions

### Premis
- 1955. BAFTA al millor actor britànic per Doctor in the House
- 1955. Copa Volpi per la millor interpretació masculina per The Deep Blue Sea

### Nominacions
- 1954. BAFTA al millor actor britànic per Genevieve
- 1956. BAFTA al millor actor britànic per The Deep Blue Sea
- 1957. BAFTA al millor actor britànic per Reach for the Sky